# Hakuhō Shō
Hakuhō Shō  (白鵬翔?), all'anagrafe Mönkhbatyn Davaajargal (in lingua mongola: Мөнхбатын Даваажаргал) (Ulan Bator, 11 marzo 1985) è un lottatore di sumo mongolo naturalizzato giapponese.
È diventato il 69º yokozuna della storia di questo sport, e dopo il ritiro avvenuto nel settembre 2021 ha preso il nome di Miyagino Oyakata.
È considerato da molti il miglior lottatore di Sumo di tutti i tempi, detenendo il record assoluto di tornei vinti (45).

## Carriera
Considerato il più forte lottatore di sumo di tutti i tempi, è il 2º rikishi di origine mongola e il 4º di origine straniera, ad aver conquistato il grado di yokozuna, titolo raggiunto nel luglio del 2007, soli 3 anni dopo il suo debutto nella categoria Makuuchi nel 2004. È il 69º yokozuna e il significato del suo nome giapponese (Hakuhō) è bianco (haku), mentre la parola "hō" indica la fenice, l'uccello leggendario cinese. Tale significato rappresenta anche un collegamento diretto con Taihō Kōki, 48º yokozuna famoso per aver detenuto per decenni il record di yusho vinti (ben 32, tra il 1960 e il 1971), record che Hakuhō ha superato il 23 gennaio 2015, diventando il lottatore di sumo più vincente di sempre.
Hakuhō fa il suo debutto ufficiale nel sumo nel marzo del 2001. Nel suo primo torneo nella divisione maggiore totalizza un ottimo 12-3, ottenendo così il suo primo sansho (premio speciale) per spirito combattivo. Nello stesso anno a dicembre ottiene un altro sansho, questa volta per performance straordinaria, e una kinboshi o stella d'oro, riconoscimento assegnato ai maegashira nel caso di vittoria contro uno yokozuna (in questo caso si trattava di Asashōryū Akinori). Grazie ai risultati di questo torneo, comincia l'anno successivo col grado di komusubi entrando così tra le file del sanyaku.
A marzo è già sekiwake e nel maggio del 2006 ottiene il primo yusho durante il suo primo torneo da ozeki. Un infortunio durante l'allenamento lo costringe a non partecipare al torneo di novembre, mettendolo a rischio retrocessione (kadoban) nel gennaio successivo. Superato il torneo con un 10-5, ottenendo lo yusho nell'harubasho e nel natsubasho dello stesso anno, raggiunge così il grado più alto nel sumo. Da allora ha conquistato un totale di 45 yusho (diventando il più grande rikishi di sempre con maggior numero di titoli nella makuuchi) tre dei quali nel 2009, segnando il record nella storia del sumo di 86 vittorie in un anno su di un totale di 90 incontri (record ripetuto nel 2010), superando quello detenuto da Asashōryū di 84, segnato nel 2005.
Detiene inoltre molti altri record, tra cui: maggior numero di tornei vinti da imbattuto (16); maggior numero di tornei vinti consecutivamente (7, alla pari con Asashōryū); maggior numero di incontri vinti in totale (1187) e nella sola top division (1093); percentuale di vittorie nell'era moderna (84,6%); numero di tornei disputati col grado di yokozuna (84).
Ha annunciato il ritiro nel 2021.